# Carl Passow

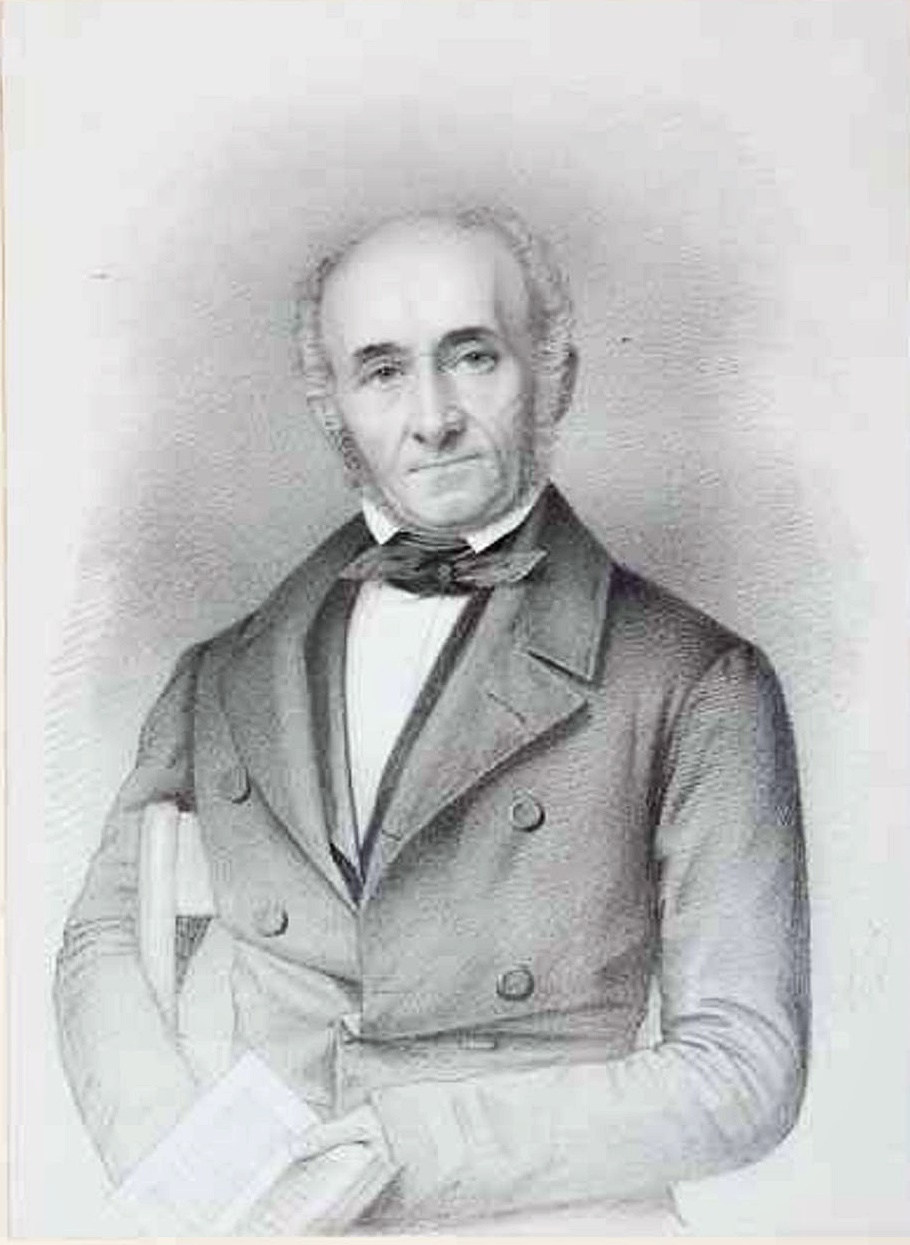
Carl Passow, Bleistiftzeichnung von Georg Engelbach

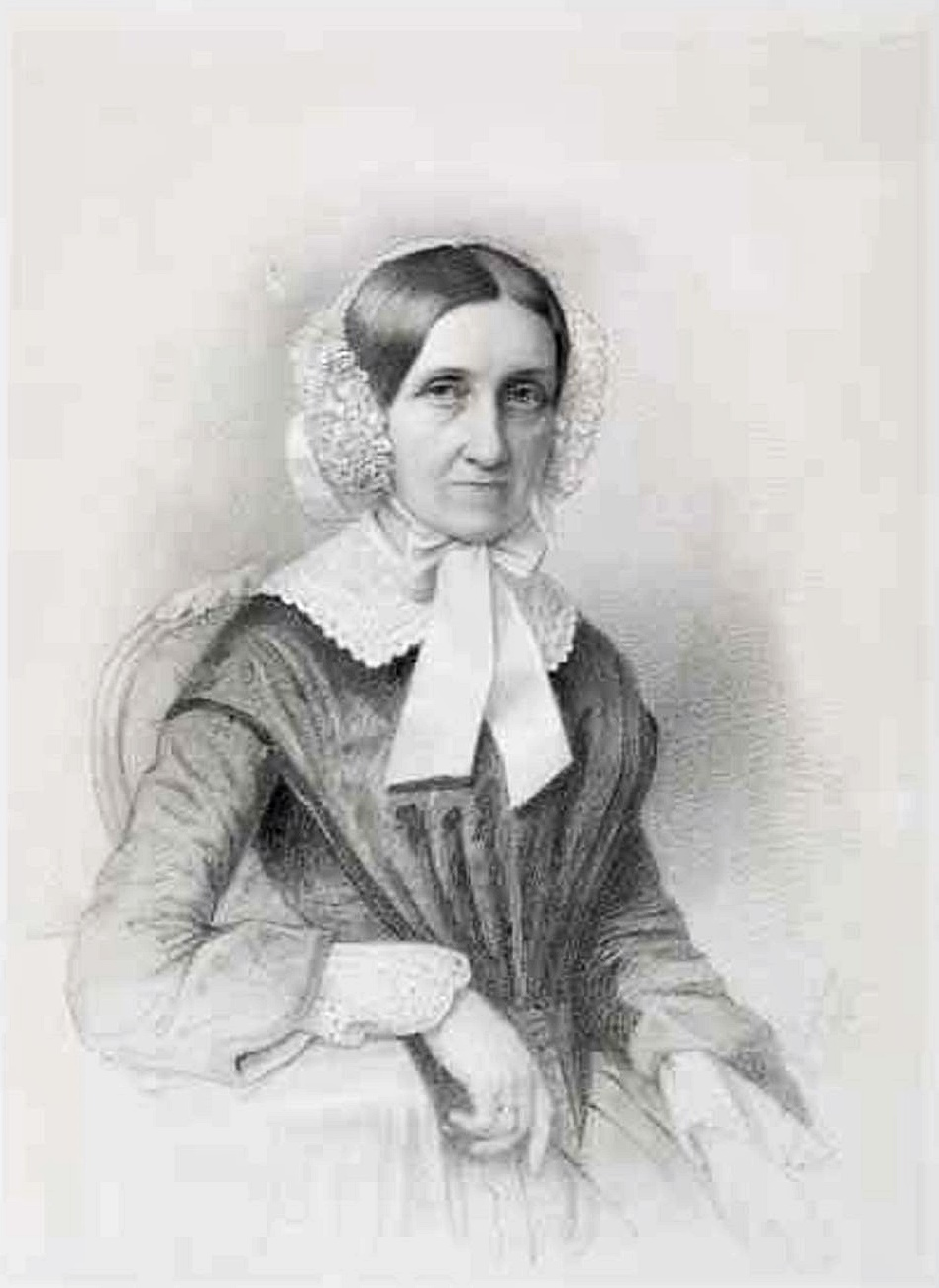
Die Gattin Sidonie geb. Seebeck, Bleistiftzeichnung von Georg Engelbach

Carl Friedrich Passow, auch Karl Passow (* 1. April 1798 in Sternberg; † 7. November 1860 in Berlin) war ein deutscher Philologe und Lehrer.

## Leben
Carl Passow, Sohn des mecklenburg-schwerinschen Konsistorialrats, Superintendenten und Hofpredigers Moritz Passow (1753–1830) und dessen Ehefrau Wilhelmine Margaretha, geb. Beust. Als Bruder von Franz Passow geboren, ging er neben elterlichem Privatunterricht von 1811 bis 1814 auf das Conradinum in Jenkau bei Danzig und besuchte bis 1815 das Friedrichswerdersche Gymnasium in Berlin. Auf dem St. Maria Magdalena Gymnasium in Breslau machte er 1817 sein Abitur. Im Anschluss studierte er Philologie in Breslau. Während seines Studiums war er 1819 Mitstifter der Alten Breslauer Burschenschaft Arminia, deren Statutenredakteur und Vorsteher er wurde. 1820 wurde er Ehrenmitglied der Berliner Burschenschaft Arminia/Herminen. Er machte sein Examen und wurde zum Dr. phil. promoviert.
Nach Stationen als Lehramtskandidat, außerordentlicher Hilfslehrer und Mitglied des pädagogischen Seminars am Gymnasium zum Grauen Kloster in Berlin wurde er 1822 vom Berliner Magistrat zum Oberlehrer und Kollaborateur vorgeschlagen. Aufgrund einer Denunziation wurde er wegen seiner burschenschaftlichen Tätigkeiten jedoch 1822 verhört und als Lehrer suspendiert. Nach Abgabe einer Reueerklärung wurde er 1824 außerordentlicher Lehrer, dann Oberlehrer am Berliner Friedrichswerderschen Gymnasium. 1828 wurde er zum Professor ernannt und ging als Oberlehrer und Kollaborateur ans Joachimsthaler Gymnasium. Er unterrichtete Griechisch, Latein, Deutsch, Geschichte und Geographie. 1860 wurde er zum ersten Professor ernannt.
Passow war verheiratet mit Sidonie Seebeck (1801–1886), Tochter des Physikers Thomas Johann Seebeck. Sie hatten fünf Kinder, darunter den Sohn Arnold Passow.

## Veröffentlichungen (Auswahl)
- Adnotatio critica in Aristophanis Nubes. Leipzig 1828.
- Episteln. Leipzig 1833.
- De Scorpio in gemma Augustea coniectura. Breslau 1833.
- Beitrag zur Geschichte der deutschen Universitäten im XIV. Jahrhundert. Berlin 1836.